# Nathalie Da Conceicao Carvalho
Pour les articles homonymes, voir Conceição et Carvalho.
Nathalie Da Conceicao Carvalho, née le 31 mars 1966 à Blois (Loir-et-Cher), est une femme politique française.
Membre du Rassemblement national depuis 2015, elle est élue députée dans la 2e circonscription de l'Essonne lors des élections législatives de 2022. Elle siège au sein du groupe RN et est membre de la commission des Affaires culturelles et de l'Éducation de l'Assemblée nationale.

## Biographie
Nathalie Da Conceicao Carvalho est auto-entrepreneuse dans l'événementiel.
Elle décide de s’engager en politique à la suite des attentats du 13 novembre 2015, et soutient Marine Le Pen.
Candidate aux élections législatives de 2017 dans la 6e circonscription de l'Essonne, elle est éliminée au 1er tour en finissant 5e avec 7,72 % des voix.
En 2021, candidate aux élections départementales dans l'Essonne pour le canton de Massy avec René Choisnard, elle ne parvient pas à se qualifier pour le second tour, rassemblant seulement 13 % des suffrages. En novembre de la même année, elle devient déléguée de la fédération du Rassemblement national de l'Essonne.
Elle est élue députée dans la 2e circonscription de l'Essonne lors des élections législatives de 2022 sous l'étiquette du Rassemblement national. Elle parvient à se faire élire au second tour avec 53,27 % des voix face à l'insoumis Mathieu Hillaire, représentant de la coalition de gauche Nupes. Elle est réélue face au même candidat lors des élections législatives de 2024.

### Élections législatives
| Année | Parti | Parti | Circonscription | 1er tour | 1er tour | 1er tour | 2e tour | 2e tour | 2e tour |
| Année | Parti | Parti | Circonscription | %        | voix     | Issue    | %       | voix    | Issue   |
| ----- | ----- | ----- | --------------- | -------- | -------- | -------- | ------- | ------- | ------- |
| 2017  |       | RN    | 6e de l'Essonne | 7,72     | 3 181    | 5e       |         |         |         |
| 2022  |       | RN    | 2e de l'Essonne | 22,91    | 9 839    | 2e       | 53,27   | 19 607  | élue    |
| 2024  |       | RN    | 2e de l'Essonne | 40,30    | 24 608   | 1er      | 52,46   | 28 898  | élue    |

En juin 2025, le site d'information Les Jours révèle qu'elle fait partie d'un groupe Facebook contenant de nombreux propos racistes, antisémites et homophobes.